# Eruzione dell'Etna del 1981
L'eruzione dell'Etna del 1981 ebbe inizio il 17 marzo e si concluse il 23 dello stesso mese. Vennero interrotte la strada statale 120 e la strada provinciale 89 per Castiglione di Sicilia, la Ferrovia Circumetnea Riposto-Randazzo e la ferrovia Alcantara-Randazzo.

## Fasi eruttive
L'eruzione, che viene spesso definita "l'eruzione di Randazzo", ebbe inizio il 17 marzo 1981; gli eventi premonitori si manifestarono nei giorni precedenti con una lunga serie di scosse telluriche, localizzate nell'area sommitale e nel fianco settentrionale del vulcano. L'aumento di intensità e di frequenza delle stesse e la loro localizzazione superficiale, già il giorno precedente (16 marzo), indicava agli esperti la prossimità dell'evento eruttivo che iniziò puntualmente verso la metà della giornata del 17 marzo con l'apertura di varie fratture sul versante settentrionale etneo in prossimità dei monti Due Pizzi, ad una quota tra i 2625 e i 2450 m slm.  
Poco dopo le 13,30 proruppero fontane di lava con brevi colate ed esplosioni causate dal contatto tra la neve e il magma incandescente. Di ora in ora si aprirono ulteriori fratture, prima nella zona della Grotta del Gelo (quota 2040 m slm), dopo sempre più in basso in direzione di Randazzo e già in serata erano giunte a quota 1450; da quest'ultima quota venne alimentata, con una portata di circa 500 mc/sec,  una colata lavica molto consistente e fluida che avanzò velocemente verso Nord minacciando il piccolo centro abitato di Montelaguardia che fu evacuato.
Questa colata lavica giunta intorno a quota 750 m slm, tra Randazzo e Montelaguardia, rallentava la sua corsa ma avanzando con un fronte di circa 600 metri distruggeva case di campagna e coltivazioni, vigneti e opifici vinicoli. Durante la notte e poco prima dell'alba di giorno 18 tagliava il binario della Circumetnea Randazzo-Riposto e poco dopo quello delle Ferrovie dello Stato Randazzo-Taormina, oltre ad avere sepolto sotto una coltre spessa circa cinque metri anche la S.S.120 Randazzo-Fiumefreddo, la strada Provinciale n. 89 Randazzo-Castiglione di Sicilia e altre strade comunali e poderali. La colata lavica infine, dopo aver percorso 7,5 km, raggiungeva l'alveo del fiume Alcantara fermandosi a quota 605 m slm. 
Nella mattinata del 18 marzo le fratture eruttive erano giunte a quota 1380 da cui sgorgarono nuove colate che puntavano direttamente su Randazzo. Anche qui un'area boschiva venne invasa e distrutta; furono travolti faggi centenari, poi verso il basso, querce, castagni, pioppi, ginestre e strutture e infrastrutture rurali.

Durante la tarda serata di giorno 18 le fratture eruttive continuarono ad aprirsi sempre più in basso, fino a quota 1250 e 1115,  ma con emissione di lava sempre più debole fino al 23 marzo quando cessò completamente. Il fronte lavico alimentato da questa ultima frattura e che minacciava direttamente Randazzo, si arrestò in contrada Sciarone, a quota 925 m slm, ad una distanza di 1800 metri dalla periferia Sud dell'abitato.
Il volume di lava emessa è stato stimato tra 25 e 30 milioni di metri cubi.